# Raureif

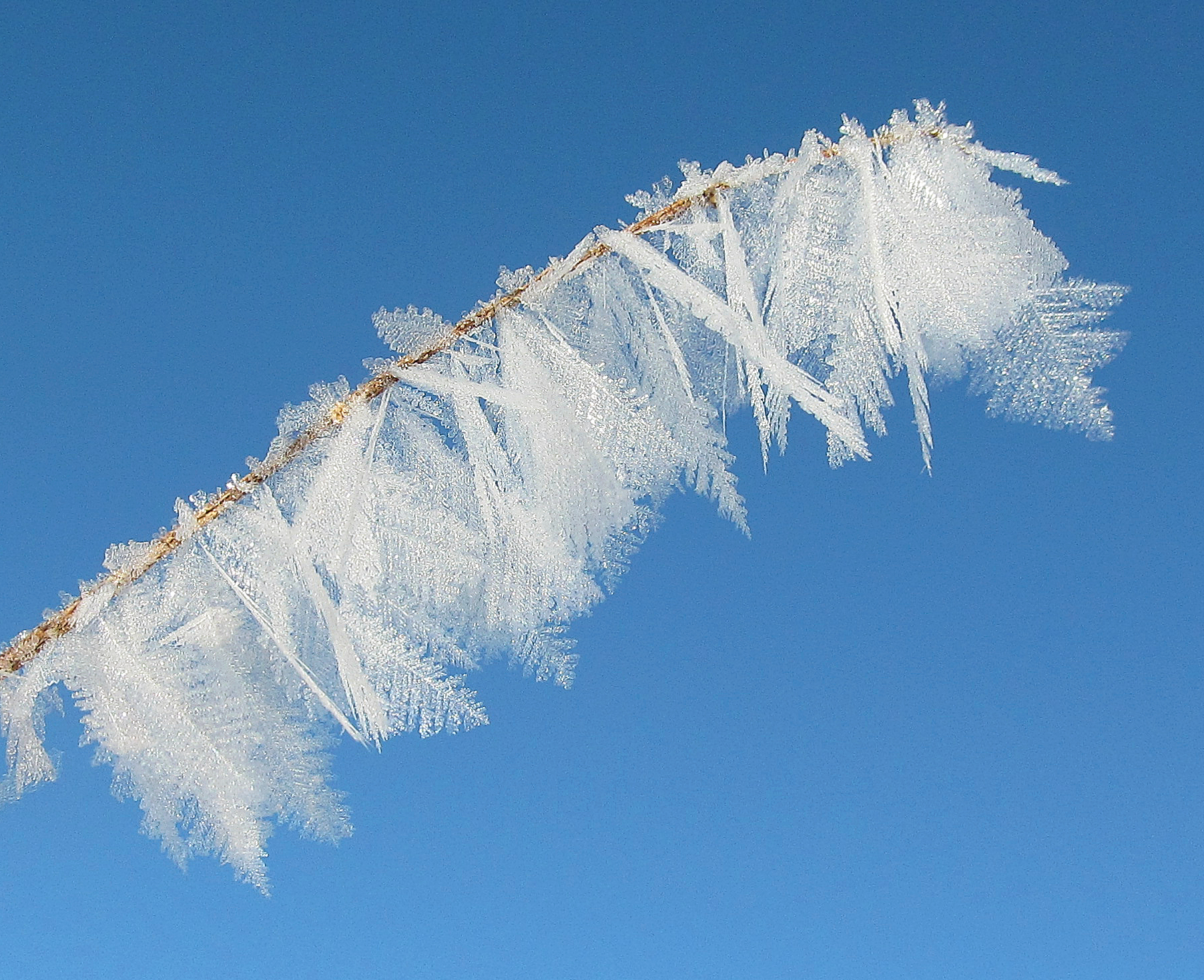
Raureif an einem Ast

Raureif ist ein fester Niederschlag, der sich aus unterkühlten Wassertropfen von leichtem Nebel oder direkt aus dem in der Luft enthaltenen Wasserdampf durch Resublimation bildet. Hierfür ist eine sehr hohe relative Luftfeuchtigkeit von über 90 % und eine Lufttemperatur von unter −8 °C nötig. Die entstehende Wärme wird dabei durch Konvektion an die umgebende Luft abgegeben, daher erhöht Wind die Bildung von Raureif. Der Wind darf aber auch nicht zu stark sein, da er sonst die empfindlichen Strukturen zerstören würde.

## Entstehung
Vor allem entgegen der Windrichtung entstehen nadelförmige Eiskristalle in Form sechsstrahliger Dendriten, die eine erhebliche Größe und bizarre Formen erreichen können und dabei meist nur langsam wachsen. Raureif wächst gegen den Wind, da die luvseitig ankommende Luft einen höheren Feuchtigkeitsgrad als im Lee in sich trägt.
Wenn die entsprechenden Bedingungen längere Zeit andauern, kann der Raureif zu Eisfedern wachsen, die durchaus 5 cm und länger werden können.
Raureif entsteht vergleichsweise selten und wird oftmals mit Reif oder Raueis verwechselt, für die es eine Art Zwischenstadium darstellt. Eine besondere Form des Raureifs sind Eisblumen. Durch Raureif verursachte Baumschäden werden in der Forstwirtschaft als Duftbruch bezeichnet.

## Galerie

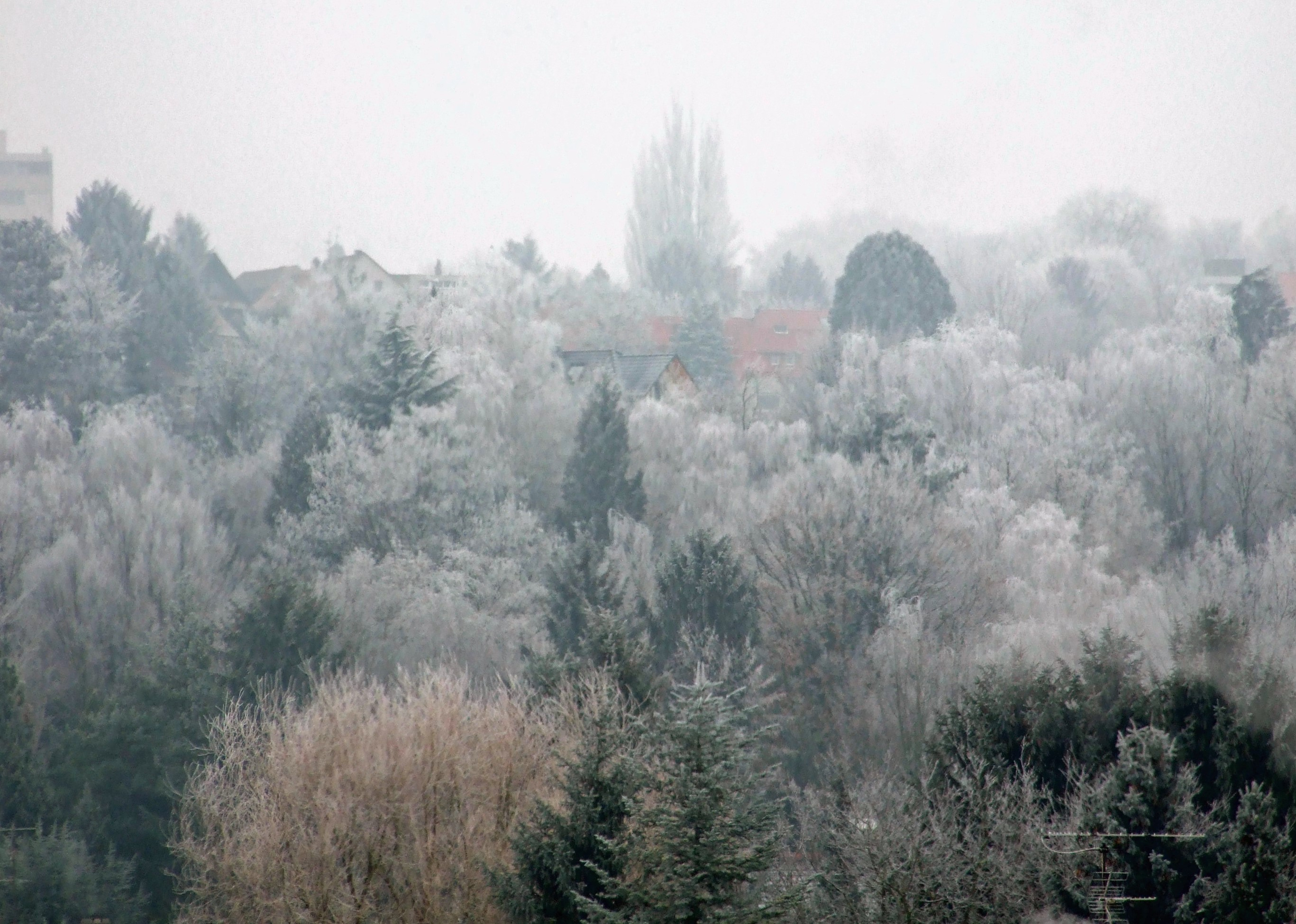
Raureif im Dezember
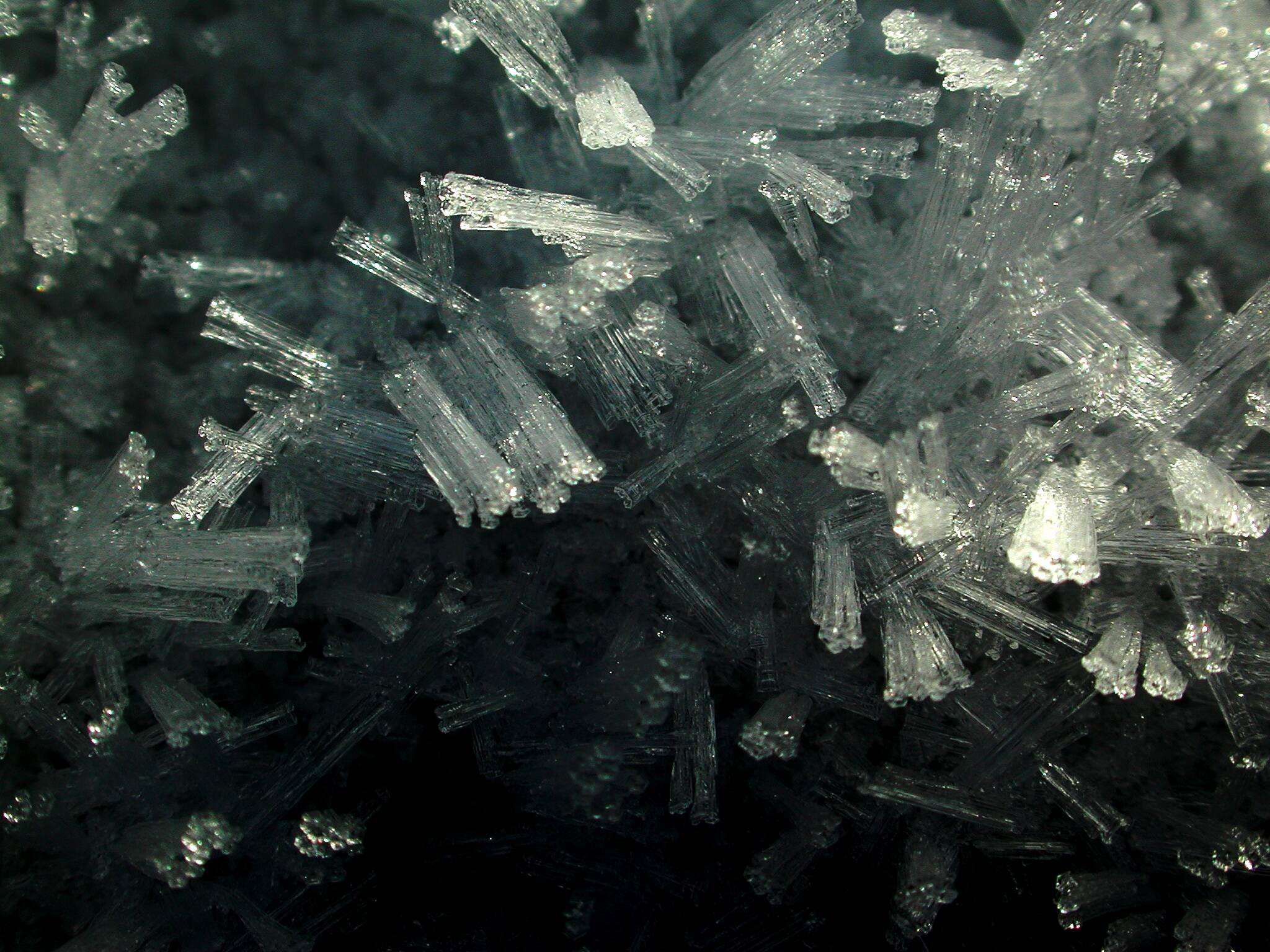
Raureif-Kristalle
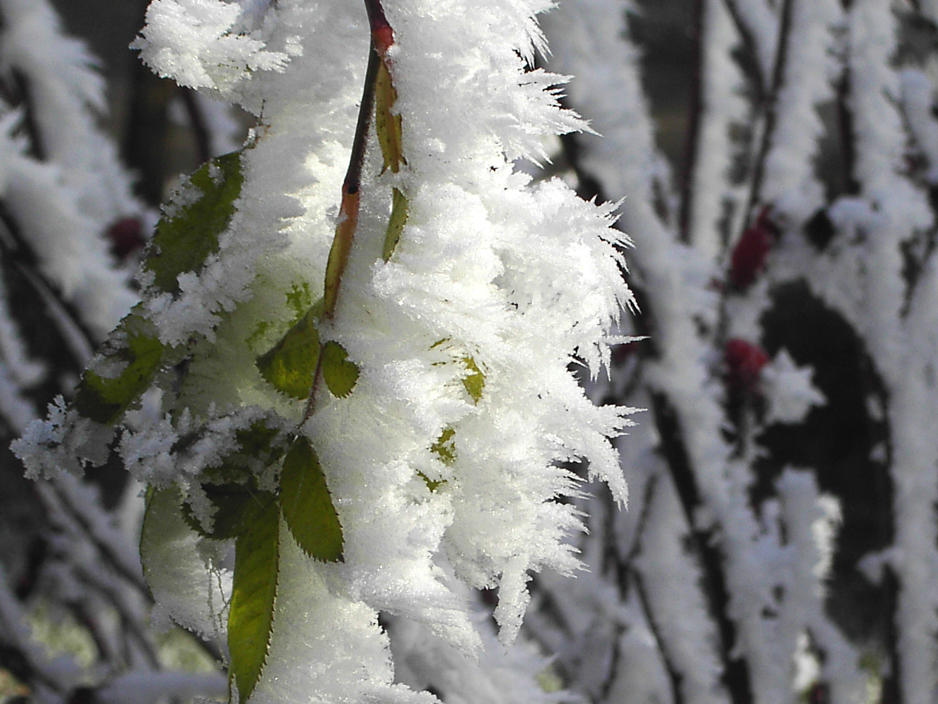
Raureifbildung unter Windeinfluss
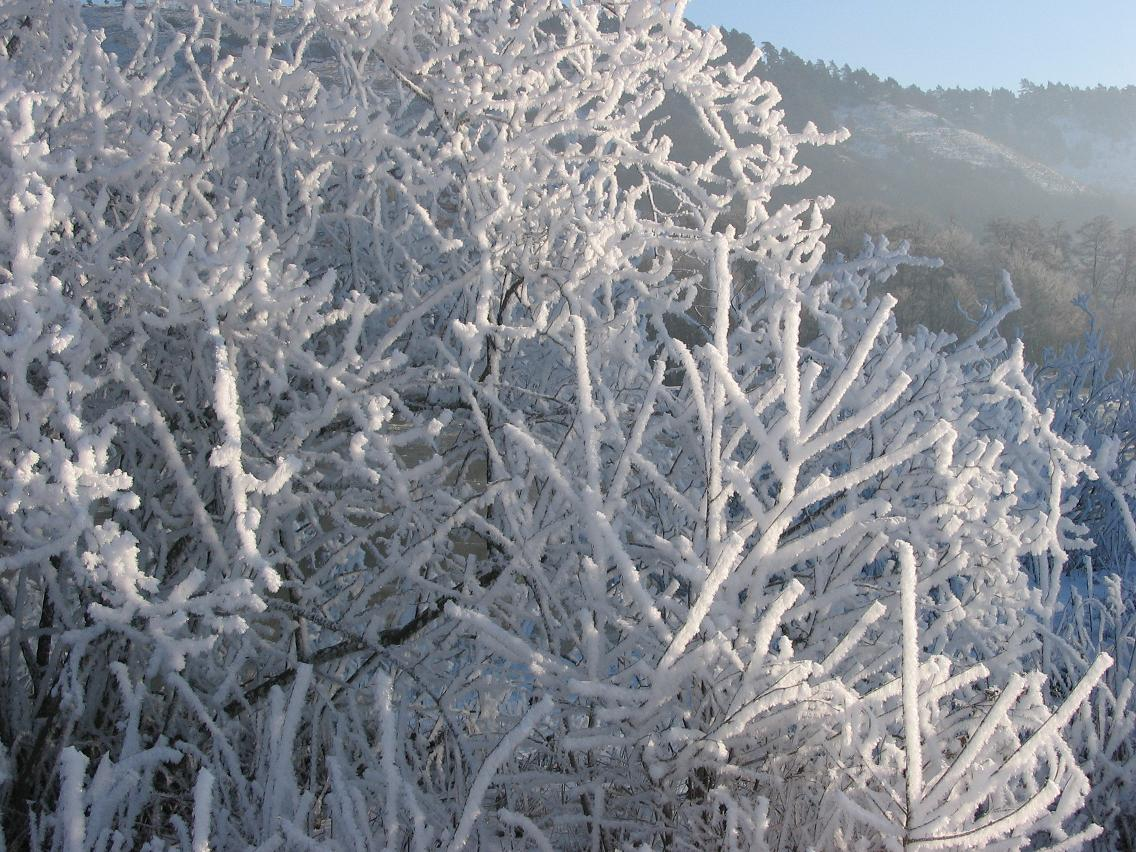
Raureif am Mainufer
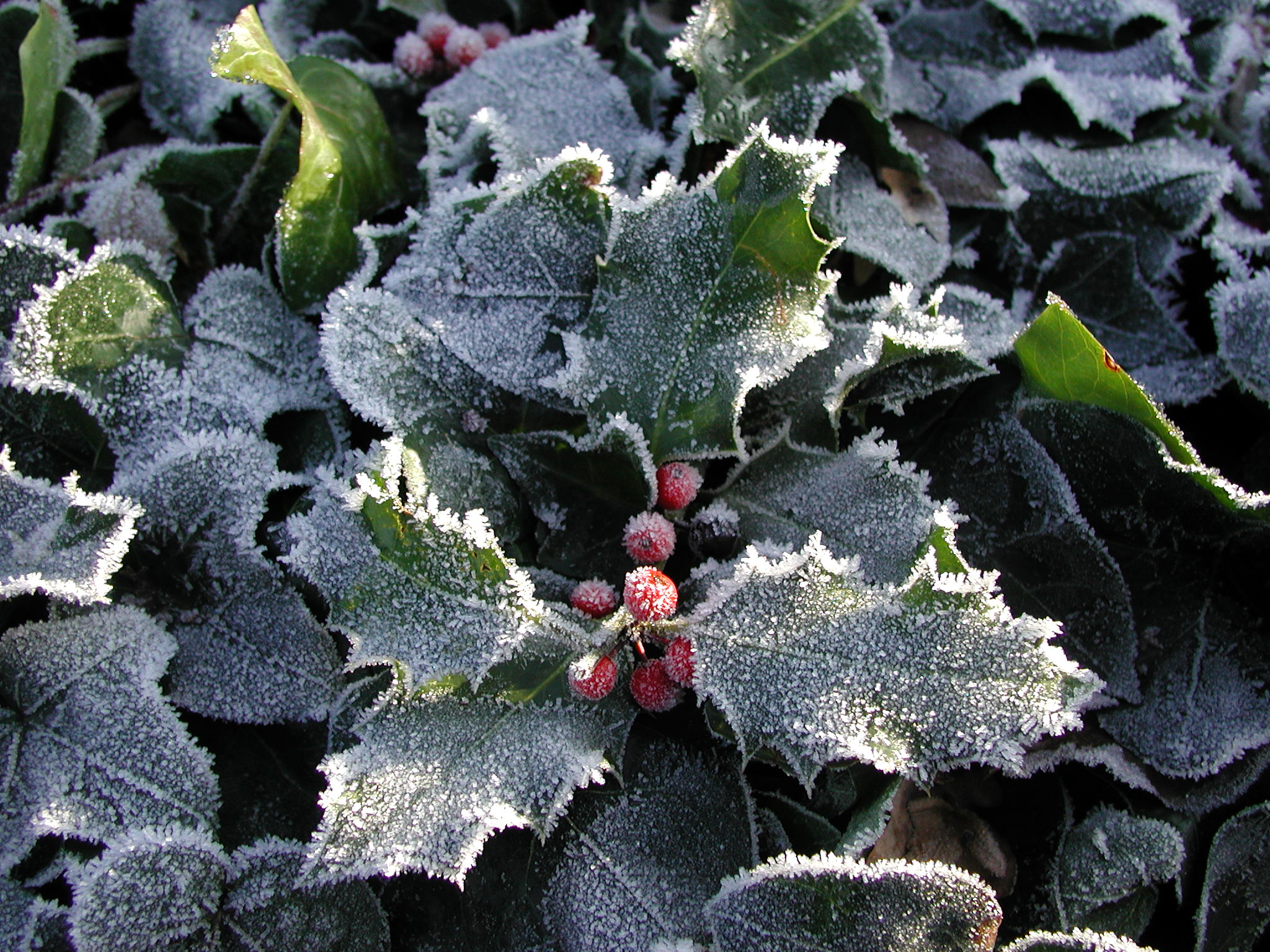
Raureif auf Ilex
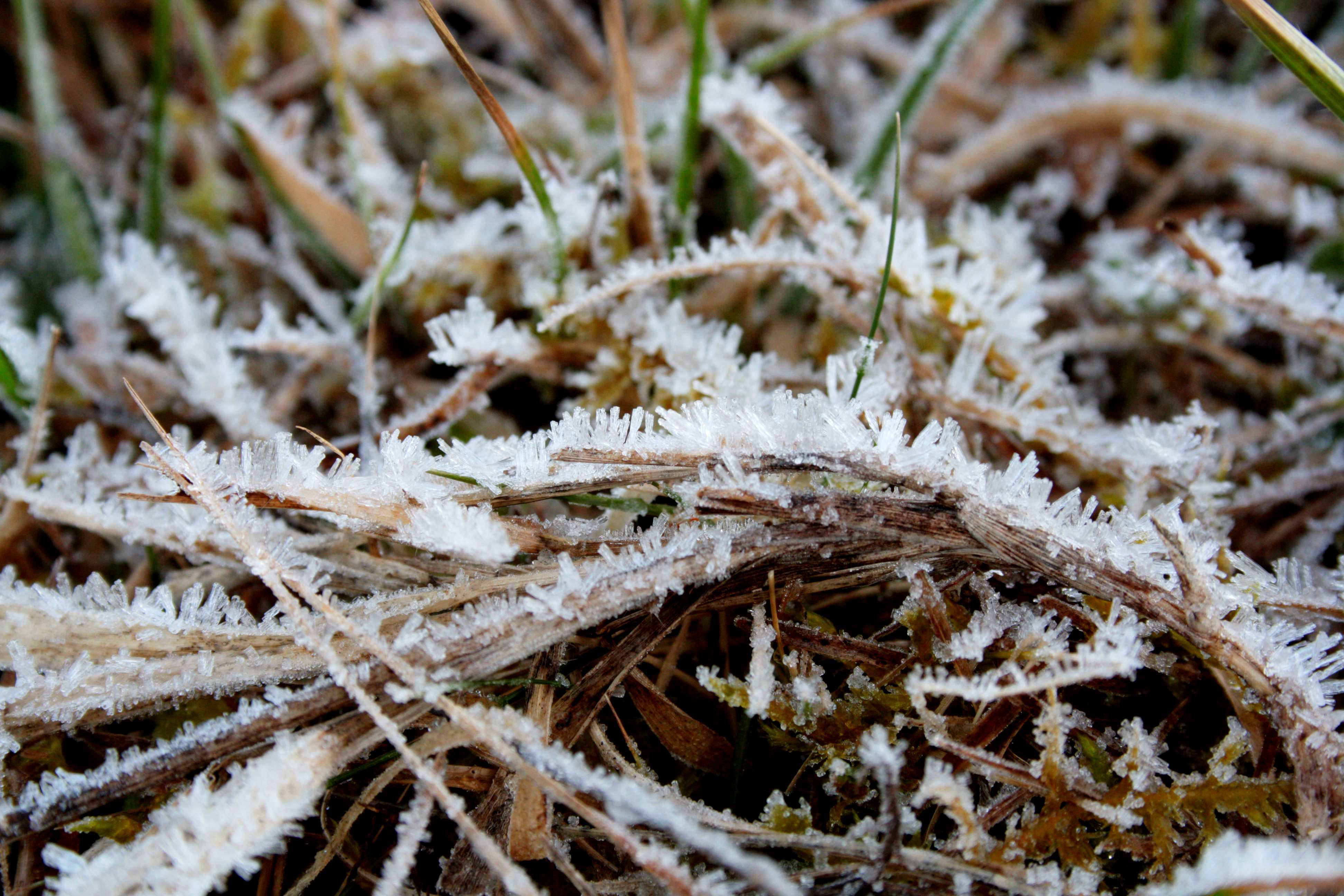
Raureif auf Grashalmen
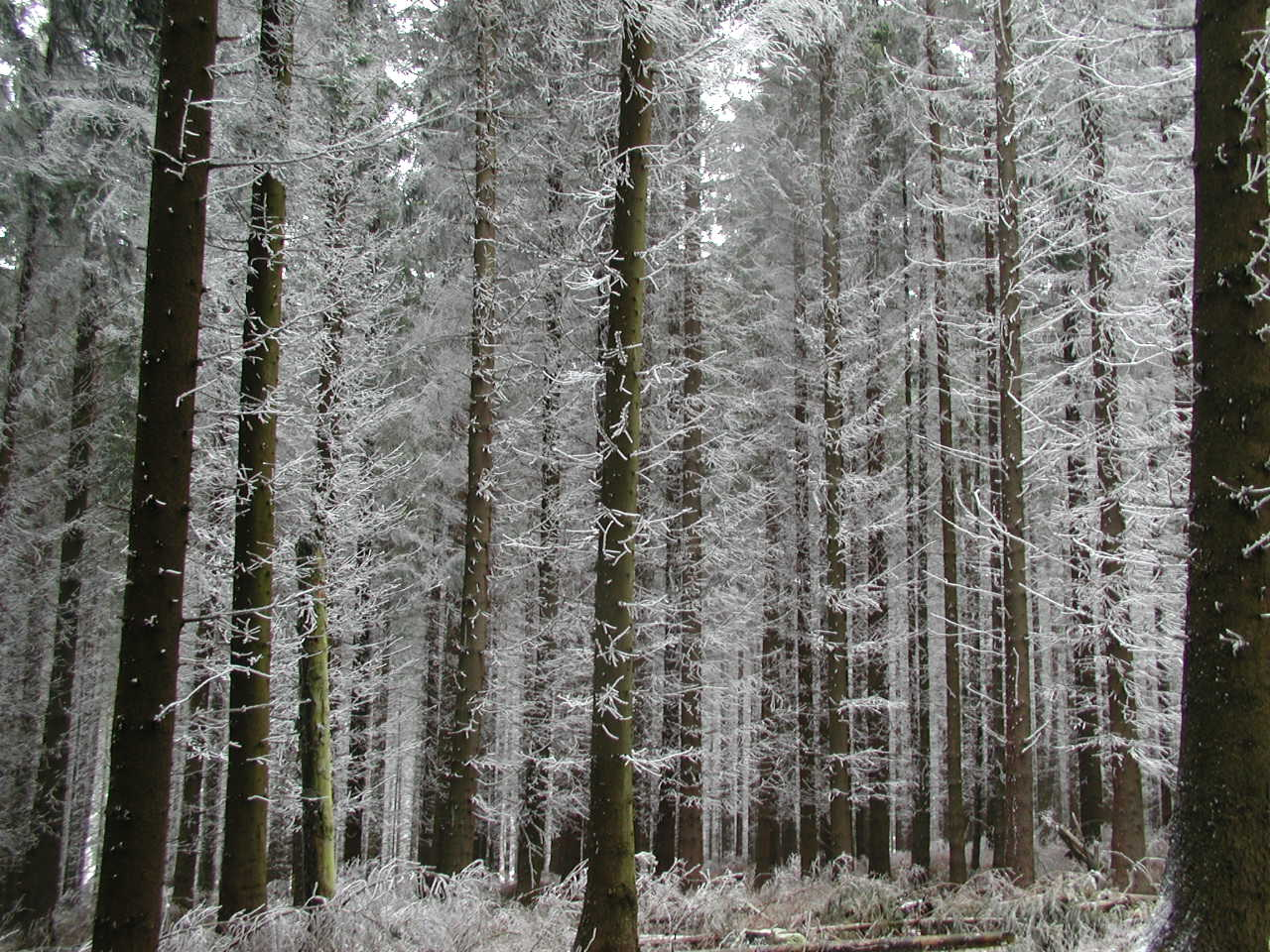
Forst im Raureif
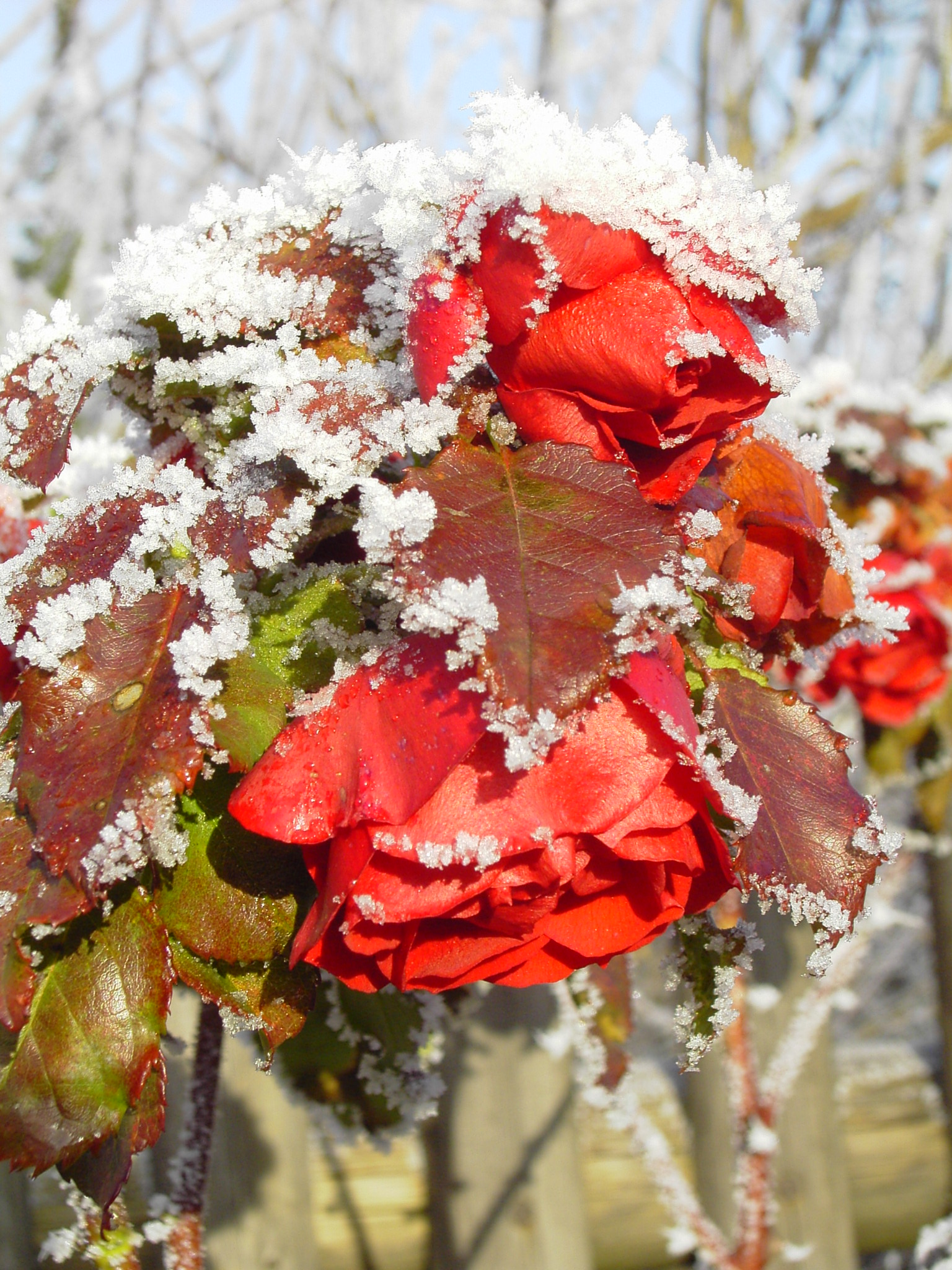
Rose mit Raureif
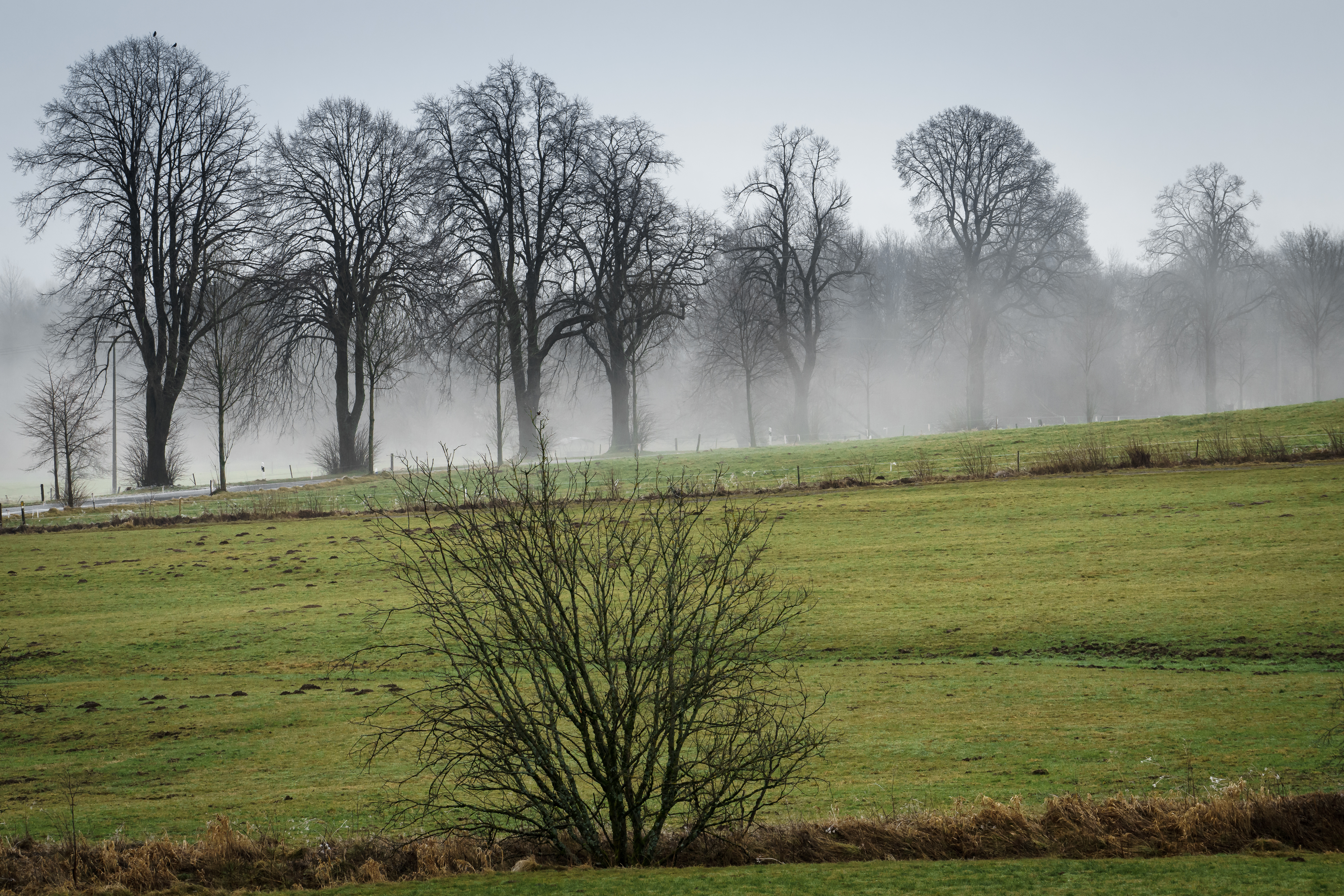
Raureifregen – tauender Raureif regnet von Bäumen

## Belege
1. ↑  Joseph Krauß: Grundzüge der Maritimen Meteorologie und Ozeanographie, Reprint des Originals von 1917. Salzwasser Verlag, Paderborn 2011, ISBN 978-3-86444-130-1 (eingeschränkte Vorschau in der Google-Buchsuche).
2. ↑  Traumhafte Winterlandschaft. Abgerufen am 18. Dezember 2022.